# Edifício-monumento
O Edifício-monumento, conhecido por abrigar o acervo do Museu do Ipiranga, é uma construção histórica localizada na cidade brasileira de São Paulo, mais precisamente no Parque da Independência e que, juntamente com o Museu Republicano, integra o conjunto de acervos e museus conhecido como Museu Paulista da Universidade de São Paulo. Desde 2013, o edifício está interditado para visitas, em função das obras de restauro e modernização, muito embora o Parque da Independência siga em funcionamento.
Projetado pelo arquiteto e engenheiro italiano Tommaso Gaudenzio Bezzi, o edifício foi inaugurado em 7 de setembro de 1895. Durante as construções, em 1889, o monumento foi citado como o "o edifício mais importante e a mais bela obra de arquitetura do Brasil", pelo geógrafo Élisée Reclus em seu trabalho La nouvelle Géographie Universelle, conferindo visibilidade internacional a Bezzi.
Em 13 de Janeiro de 1999, o edifício-monumento foi tombado como patrimônio arquitetônico de valor histórico pelo Instituto do Patrimônio Histórico e Artístico Nacional (IPHAN).

## Eixo-monumental

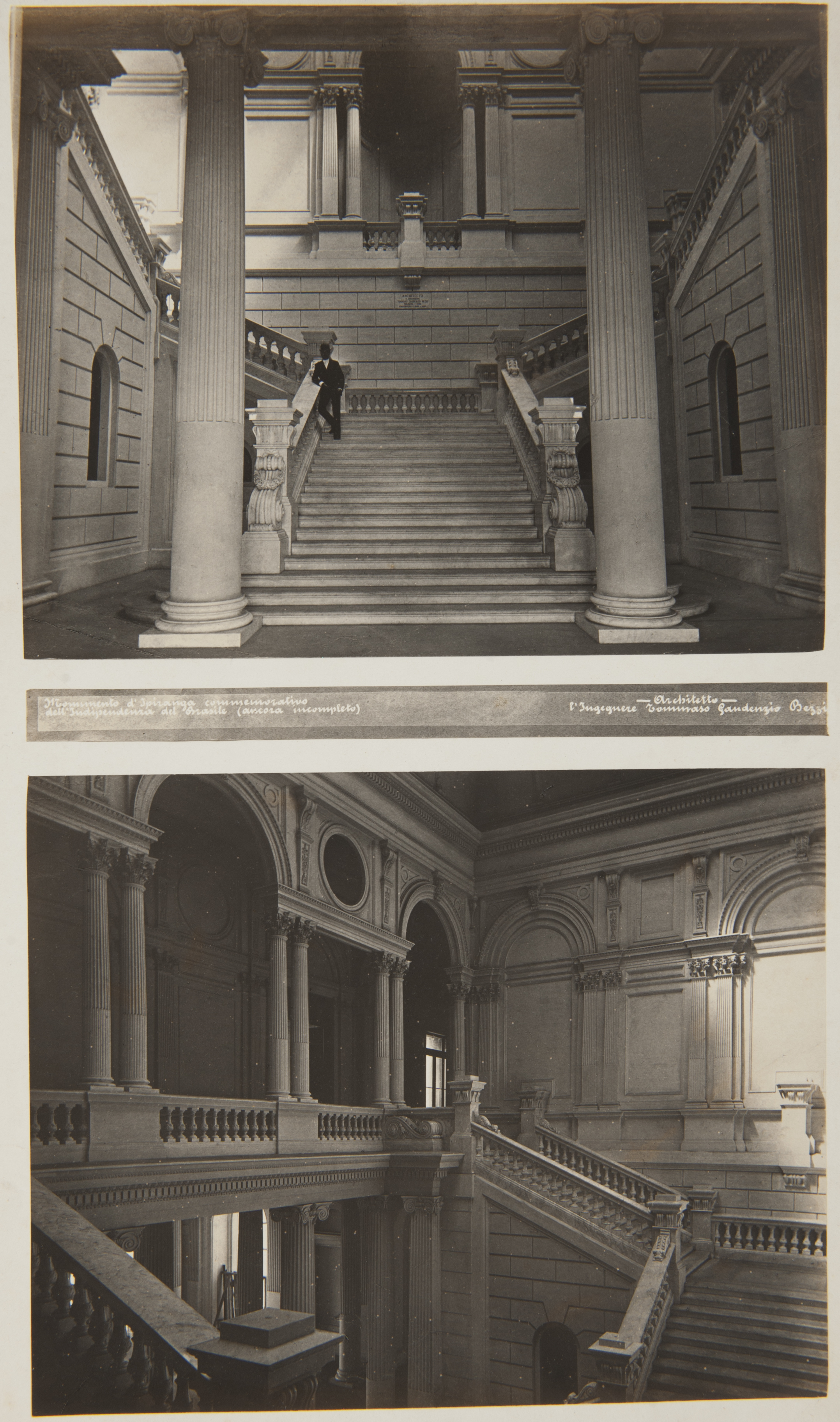
Vistas da escadaria e do saguão central, no Eixo-monumental do Museu Paulista, em fotografia de Guilherme Gaensly. No detalhe, nas escadas, Tommaso Bezzi.

O saguão central, com a escadaria, é comumente chamado Eixo-monumental. É onde estão algumas das principais obras do museu, ligadas ao Programa Decorativo de Affonso Taunay, incluindo os objetos:
- Estátua de Dom Pedro I

- Estátua de Raposo Tavares

- Estátua de Fernão Dias
- Ânforas de cristal
- Brasões

Também no Eixo-monumental estão os seguintes quadros:
- Ciclo da caça ao índio
- Ciclo do ouro
- Conjunto de telas dos artífices da Independência
- Independência ou Morte
- Posse da Amazônia
- Retirada do Cabo de São Roque
- Retrato de Dona Leopoldina de Habsburgo e seus filhos
- Retrato de Maria Quitéria de Jesus Medeiros
- Sessão das Cortes de Lisboa